# تپه محراب بولاغ
تپه محراب بولاغ مربوط به دوران پیش از تاریخ ایران باستان است و در شهرستان بوئین‌زهرا، بخش آوج، روستای نقاش واقع شده و این اثر در تاریخ ۱۰ مهر ۱۳۸۰ با شمارهٔ ثبت ۳۹۱۱ به‌عنوان یکی از آثار ملی ایران به ثبت رسیده است.